# 소사고등학교
소사고등학교(素砂高等學校)는 대한민국 경기도 부천시 소사구 소사본동에 있는 공립 고등학교이다.

## 학교 연혁
- 1994년 11월 1일 : 소사고등학교 설립 인가(12학급)
- 1995년 3월 1일 : 초대 이병호 교장 취임
- 1995년 3월 6일 : 제1회 입학식(572명)
- 1996년 9월 30일 : 교사 증축 2차 공사 (5층) 완료
- 1998년 2월 12일 : 제1회 졸업식(563명)
- 2021년 9월 1일 : 제12대 이영숙 교장 취임
- 2022년 12월 21일 : 제26회 졸업식(231명)
- 2023년 3월 2일 : 제29회 입학식(285명)

## 참고 자료
- 소사고등학교 - 한국교육학술정보원 학교알리미